# きたひろしま総合運動公園
きたひろしま総合運動公園（英: Kitahiroshima Sport Park）は、北海道北広島市にある運動公園。

## 概要

### 整備計画への動き
1970年度、当時の広島町（現・北広島市）の総合開発基本計画における「観光レクリエーション計画」に基づき、スポーツ・レクリエーションに対応したスポーツ施設を設け、総面積56ヘクタールを有する総合運動公園を推進することが明示された。
1981年度、広島町新長期総合計画においての主要施策として、「日常生活件を超える大会やスポーツレベルの多様化・高度化は緑葉公園の活用とともに、スポーツコアの計画を進め、総合体育館などを整備し対処する。この計画に合わせる形で、広島レクリエーションの森（自然共生型機能）と合わせた多様な機能性を有する地域とする」とされた。
1993年度、事業予定地が都市計画施設として計画決定がなされる。
1996年度、多種多様なスポーツ・レクリエーション機能を備えた総合運動公園を整備する基本設計を実施するが、財政負担などを理由に実施設計に着手出来ない状況が続き、2005年度までに財政負担などに資するプラン見直しなどを行う。
2008年度から2009年度にかけて、森林運動公園事業を新たに推進し、実施設計を行うが、2009年度の補助制度廃止により、この事業も廃止に追い込まれる。これまでの検討経緯を踏まえ、2013年度から吸収源対策公園緑地事業への検討を開始した。
当初は2004年に、札幌ドームへの本拠地移転が決まっていた北海道日本ハムファイターズの2軍本拠地用球場の整備も検討されていたが、一度断念されている。

### ファイターズ新本拠球場の整備
北海道日本ハムファイターズは2004年に札幌ドームへ本拠地を移転するが、球場の管理・運営は札幌市などが出資する第3セクターの株式会社札幌ドームが行い、球団は同社に対して1試合1600万円・年間13億円もの球場の使用テナント料を払っていたことや、球場の広告収入などが一切入ってこなかったことが問題視されていた。そのため、球団が自前で運営する新球場の建設計画に動くことになり、札幌市やその周辺地域を中心に候補地が検討された。
北広島市は2016年にファイターズとの意見交換で、北広島市が目指す「希望都市」「交流都市」「成長都市」の都市像と、ファイターズ球団の目指すスポーツコミュニティーづくりの理念の方向性が一致していることを確認し、同公園内に新しいファイターズの本拠地球場を中心軸として、賑わいや交流を創出するボールパークづくりを通して地方創生に寄与できることが、目指す都市像の方向性の実現に寄与することができるとして、同年6月から協議を重ねた。
同年12月、日本野球機構とファイターズ球団の共同タスクフォースチームを結成し、2018年3月までに新球場の建設計画をまとめることを発表。その翌日、北広島市長を代表とする同市関係者とファイターズの関係者が協議し、当公園の敷地36ヘクタールのうちの20ヘクタールの敷地をファイターズ球団に提供し、開閉屋根付き野球専用スタジアムを軸として、練習場、商業施設などを兼ね備えたボールパークを建設することを提案する。
当初札幌市は、札幌ドームの野球専用スタジアム化も含め、継続的な利用を検討するように提案するが、ファイターズ球団の新球場計画が進んでいることもあり、新たな候補地として豊平区の13ヘクタールの敷地と、北海道大学内の10ヘクタールの敷地の2か所を提供する事を提案するも、諸事情から建設不可であると判明。
さらに2017年末に第3の候補地として北海道立真駒内公園の老朽化した真駒内屋外競技場（真駒内セキスイハイムスタジアム）を改築して、20ヘクタールの敷地に新球場や商業施設の建設をすることを提案する。しかし、北広島市の新球場の整備計画が進んでいたことや、真駒内公園は自然環境破壊を懸念して却下され、正式に北広島総合運動公園の新球場建設が決定した。
今回の球場建設に対して、北広島市はインフラ整備費用を同市が負担することや、ファイターズ球団に対しての土地の賃貸料の無償化、公園施設の固定資産税・都市計画税は開場後10年間は免除するなどの優遇処置を行うことが発表された。
その後2020年1月、新球場・エスコンフィールドHOKKAIDOを含む、北海道日本ハムファイターズ球団が管理・運営するボールパークの名称を「北海道ボールパークFビレッジ」とすることが発表され、建設主体は大林組を中心とした共同企業体（JV）が担当することになった。また球場が完成する2023年1月1日から、北広島市共栄地区の当運動公園付近の町名を「Fビレッジ」に改めることも発表された。